# حاجي كلاتة (كتول)
حاجي كلاتة (بالفارسية: حاجی‌کلاته) هي قرية تقع في إيران في قسم کتول الریفي. يقدر عدد سكانها بـ 1,759 نسمة .